# Кальчирбуран
Кальчирбура́н (рос. Кальчирбуран, башк. Кәлсер-Буран) — присілок у складі Аургазинського району Башкортостану, Росія. Входить до складу Новокальчирівської сільської ради.
Населення — 318 осіб (2010; 312 в 2002).
Національний склад:
- башкири — 79%